# مايك برانت
مايك برانت (بالفرنسية: Mike Brant)‏ هو ملحن ومغني فرنسي وإسرائيلي، ولد في 1 فبراير 1947 في فاماغوستا في قبرص، وتوفي في 25 أبريل 1975 في باريس في فرنسا عند إلقاء نفسه من شرفة مبنى.

## وصلات خارجية
- مايك برانت على موقع IMDb (الإنجليزية)
- مايك برانت على موقع ألو سيني (الفرنسية)
- مايك برانت على موقع ميوزك برينز (الإنجليزية)
- مايك برانت على موقع ديسكوغز (الإنجليزية)
- مايك برانت على موقع قاعدة بيانات الفيلم (الإنجليزية)